# Caulinia comptoniana
Caulinia comptoniana là một loài thực vật có hoa trong họ Hydrocharitaceae. Loài này được (Link) Kuntze mô tả khoa học đầu tiên năm 1891.